# Французский берег

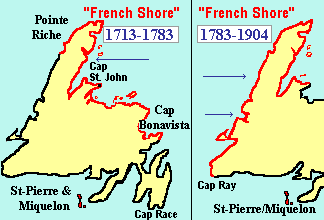
Французский берег

Французский берег (фр. Côte française de Terre-Neuve), также Договорный берег — территория у побережья Ньюфаундленда, где Франция имела право заниматься рыбным промыслом.

## История
Изначально французские рыбаки начали рыбачить в середине XVI века, на пике расцвета (1678—1688) общая численность людей, занимающихся рыбным промыслом, насчитывала до 20 000 человек и 300 судов, что превосходило количество англичан в два раза.
Французский берег возник в результате Утрехтского мирного договора 1713 года, который позволял французам ловить рыбу в сезон на побережье Ньюфаундленда между мысом Бонависта и Ришом. Эту территорию с XVI века посещали рыбаки из Бретани, благодаря которым она получила название «маленький север» (фр. le petit nord).
Позже, до начала Семилетней войны (1756 год) у французских и британских рыбаков не было конфликтов, так как они рыбачили в разных местах. Позднее, согласно Парижскому мирному договору 1763 года, Франции вновь было разрешено возобновить промысел, однако к тому моменту на территории берега поселились британские поселенцы и рыбаки, в особенности к югу от мыса Сент-Джон. Это вызвало протест с французской стороны, представители которой заявляли, что они имеют исключительное право на промысел в течение сезона. Британцы возразили: по их трактовке, Утрехтский договор говорил не об исключительности прав, а об их параллельности (то есть обе стороны имеют право на пользование берегом). Расхождение мнений так и не было разрешено.

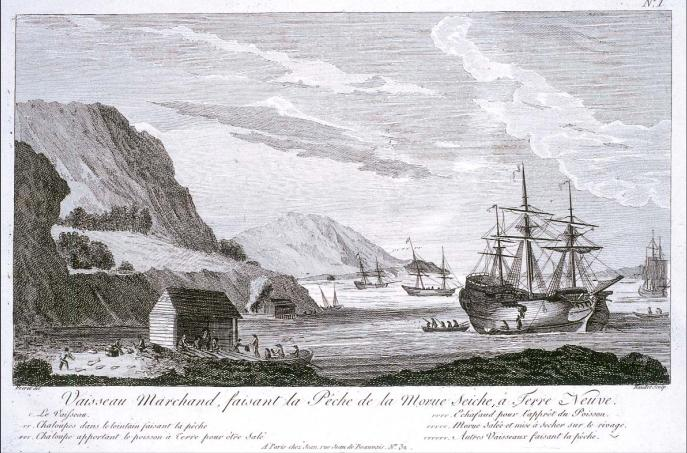
Рыбацкое судно у побережья Ньюфаундленда в 1820 году

В англо-французском Версальском договоре 1783 года границы берега были изменены, отныне они начинались от Сент-Джонса и заканчивались на мысе Рей. Это оставило мыс Бонависта и залив Нотр-Дам британцам, предоставив компенсацию Франции на западном побережье. Кроме того, в заявлении, приложенном к договору, предусматривалось, что британское правительство будет препятствовать британским рыбакам прерывать французский промысел.

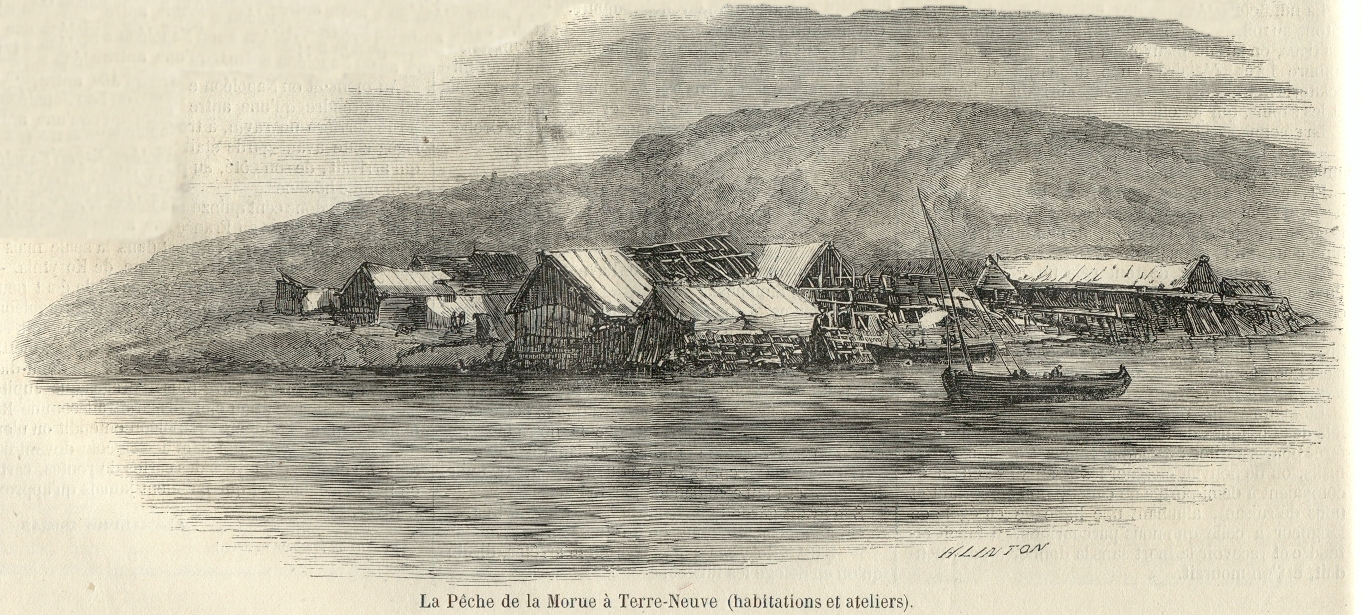
Мастерские и жилища моряков на побережье Ньюфаундленда

Французский промысел на Договорном берегу стал сокращаться с 1830-х годов, в то время как население значительно увеличилось. Правительство Ньюфаундленда становилось все более нетерпимым к французскому присутствию на берегу, к самому существованию договора и энергично выступало против французских претензий на их исключительное право. Однако, несмотря на это, Франция собиралась сохранить своё право.
В начале XX века Британская империя и Франция начали двигаться к урегулированию своих споров. В результате была заключена сделка, удовлетворившая стороны. Сердечное соглашение предусматривала разрешение рыбачить французским рыбакам, но не использовать берег. Великобритания же передала часть своей территории в Западной Африке Франции. Конвенция действовала до 1972 года.

## Наследие французов и давних обитателей острова
Память о французских рыбаках сохранилась во многих местах вдоль берега. Есть развалины хлебных печей вдоль тропинок, и вымощенные булыжником пляжи, где они сушили треску.
Несмотря на то, что французы рыбачили на территории берега более 100 лет назад, в западной части острова, существует несколько франкоязычных деревень с преобладанием французского населения. Они были заселены рыбаками и фермерами в начале XX века.
Задолго до появления французов, викинги были уже в Ньюфаундленде. Есть несколько археологических остатков давно утраченного норвежского присутствия.